# Beinwil am See–Ägelmoos
 (mars 2024).
Si vous disposez d'ouvrages ou d'articles de référence ou si vous connaissez des sites web de qualité traitant du thème abordé ici, merci de compléter l'article en donnant les références utiles à sa vérifiabilité et en les liant à la section « Notes et références ».
Beinwil am See–Ägelmoos est un site palafittique préhistorique des Alpes, situé sur les rives du lac de Hallwil sur la commune de Beinwil am See dans le canton d'Argovie, en Suisse.